# Robbie Douglas-Miller
Robert Peter Douglas-Miller, baron Douglas-Miller, (né en janvier 1965) est un propriétaire foncier britannique et pair à vie. Il est sous-secrétaire d'État parlementaire à la biosécurité, à la santé et au bien-être animal depuis décembre 2023 au sein du Gouvernement Sunak.

## Biographie
Douglas-Miller est né en janvier 1965. Sa famille dirigeait autrefois Jenners, un grand magasin à Édimbourg,,.
De 2015 à 2022, Douglas-Miller est président de l'Atlantic Salmon Trust, qui a le prince Charles comme patron et Alister Jack comme membre du conseil d'administration.
Douglas-Miller est le directeur général de Moorfoot Capital Management, qui possède des terres agricoles en Écosse.
Le 1er décembre 2023, Douglas-Miller est nommé sous-secrétaire d'État parlementaire à la biosécurité, à la santé animale et au bien-être animal, un poste ministériel junior du ministère de l'Environnement, de l'Alimentation et des Affaires rurales, succédant à Richard Benyon dans le gouvernement Sunak,. Il est créé pair à vie en tant que baron Douglas-Miller, of The Hopes dans le comté d'East Lothian, le 15 décembre et est présenté à la Chambre des Lords le 18 décembre.
Le 11 décembre, il annonce qu'une législation serait introduite pour la possibilité d'émettre des avis de pénalité fixes pour diverses infractions liées à la santé et au bien-être des animaux. Le 14 décembre, une législation interdisant de garder des primates comme animaux de compagnie est introduite.
Douglas-Miller est nommé Officier de l'Ordre de l'Empire britannique (OBE) lors des honneurs du Nouvel An 2021 pour services rendus à la conservation de la faune en Écosse.